# 한판승부
《한판승부》는 CBS 표준FM에서 매주 평일 오후 6시부터 방송 중인 라디오 시사 프로그램이다. 단, 이 프로그램은 모두 전국방송이다.

## 방송 시간
| 방송 채널  | 방송 기간                         | 방송 시간                                  | 방송 분량  |
| ---------- | --------------------------------- | ------------------------------------------ | ---------- |
| CBS 표준FM | 일자 미상 ~ 일자 미상             | 매주 월요일 ~ 토요일 저녁 6:30 ~ 저녁 8:00 | 1시간 30분 |
| CBS 표준FM | 2022년 9월 26일 ~ 현재            | 매주 평일 저녁 6:00 ~ 저녁 7:30            | 1시간 30분 |
| CBS 표준FM | 2021년 7월 12일 ~ 2022년 9월 23일 | 매주 평일 저녁 6:25 ~ 저녁 8:00            | 1시간 35분 |
| CBS 표준FM | 일자 미상 ~ 일자 미상             | 매주 평일 저녁 6:20 ~ 저녁 8:00            | 1시간 40분 |
| CBS 표준FM | 일자 미상 ~ 일자 미상             | 매주 평일 저녁 6:15 ~ 저녁 8:00            | 1시간 45분 |

## DJ

### 평일
| 대수 | 진행자                                                                | 진행 기간                          | 비고 |
| ---- | --------------------------------------------------------------------- | ---------------------------------- | ---- |
| 1대  | 정관용 교수                                                           | 2010년 5월 10일 ~ 2020년 10월 23일 |      |
| 2대  | 김종대 前 정의당 비례대표 국회의원                                    | 2020년 10월 26일 ~ 2021년 7월 9일  |      |
| 3대  | 박재홍 아나운서 진중권 前 동양대학교 교수 김성회 前 열린민주당 대변인 | 2021년 7월 12일 ~ 현재             |      |

### 토요일
| 대수 | 진행자      | 진행 기간                           | 비고 |
| ---- | ----------- | ----------------------------------- | ---- |
| 1대  | 윤지나 기자 | 2014년 일자 미상 ~ 2015년 일자 미상 |      |

## 코너

### 매일 코너

#### 한판 논평
오프닝은 없다. 시각과 논평이 있을 뿐이다.
진중권과 김성회. 이들은 오늘 하루, 무엇에 주목했을까?

#### 한판 브리핑
보이지 않는 뉴스, 뉴스의 핵을 관통하는 시선.
'한판 브리핑'을 들으면 나도 뉴스 천재.

#### 응답하라 한판승부
청문진답 청문김답!
진중권 작가와 김성회 소장이 청취자의 실시간 질문에 직접 대답한다.

### 요일 코너

#### 월요일: 한판 직감
일주일 뉴스의 흐름을 예측해본다

#### 화, 목요일: 한판 인터뷰
뉴스의 당사자와의 긴 소통.

#### 수요일: 한판 썰전
진중권, 김성회, 박재홍이 펼치는 토론 파노라마.
라디오로 듣는 최고의 논쟁 '한판 썰전'

#### 금요일: 한판 클라스
뉴스와 교양의 결합. 차원이 다른 클래스 한 판.

## 타이틀 변천사
| 기수 | 프로그램 타이틀                                                  | 방송 기간                         |
| ---- | ---------------------------------------------------------------- | --------------------------------- |
| 1기  | 평일 : 시사자키 정관용입니다 토요일 : 주말 시사자키 윤지나입니다 | 1990년 4월 2일 ~ 일자 미상        |
| 2기  | 시사자키 정관용입니다                                            | 일자 미상 ~ 2020년 10월 23일      |
| 3기  | 김종대의 뉴스업                                                  | 2020년 10월 26일 ~ 2021년 7월 9일 |
| 4기  | 한판승부                                                         | 2021년 7월 12일 ~ 현재            |

## 같이 보기
- 뉴스
- 시사
- 정치